# Hartlaubs frankolijn
Hartlaubs frankolijn (Pternistis hartlaubi; synoniem: Francolinus hartlaubi) is een vogel uit de familie fazantachtigen (Phasianidae). De wetenschappelijke naam van de soort is voor het eerst geldig gepubliceerd in 1869 door Barbosa du Bocage. De vogel is genoemd naar de Duitse ornitholoog Gustav Hartlaub. 

## Voorkomen
De soort komt voor in Namibië en het zuidwesten van Angola.

## Beschermingsstatus
Op de Rode Lijst van de IUCN heeft de soort de status niet bedreigd.